# Cordylus imkeae
Cordylus imkeae là một loài thằn lằn trong họ Cordylidae. Loài này được Mouton & Van Wyk miêu tả khoa học đầu tiên năm 1994.